# Mahmud Nedim Paixà
Mahmud Nedim Paşa (Istanbul, 1817/1818 - 14 de maig de 1883) fou un gran visir otomà, que va exercir el càrrec dues vegades, fill de Gürdjü Mehmed Nejib Pasha, alt funcionari que va arribar a governador de Síria i després de Bagdad del 1841 al 1849. Era considerat russòfil.
Va iniciar la seva carrera d'estat als 14 anys com a secretari al sadarat-mektubi, i va anar ascendint. El 1840/1841 va entrar als amedi kalemleri i el 1847 va entrar al servei de correspondència del gran visir Reshid Pasha (Koca Mustafa Reşid Pasha). El 1849 va esdevenir ameddji adjunt del diwan-i humayun i a final del mateix any va pujar a ameddji titular. El 1854 fou sadaret müsteshari i als tres mesos müsteshar del ministeri d'afers exteriors. El 1855 fou ascendit al rang de visir i nomenat governador (wali) de Sidó, i a final de l'any va ser traslladat amb el mateix càrrec a Damasc; el 1857 fou wali d'Esmirna. El 1858 va tornar a Istanbul com a membre del consell dels Tanzimat i als dos mesos fou ministre suplent d'Afers Exteriors per absència de Fuad Pasha que era a la conferència sobre els principats danubians. El 20 d'agost de 1858 fou nomenat ministre titular de Comerç, càrrec que va conservar fins finals del 1859; després va restar sis mesos sense cap càrrec.
El 8 de juliol de 1860 fou nomenat (a petició pròpia) governador de Trípoli de Barbaria (Líbia) on va restar fins a 1867. Al final d'aquest període es va produir la conspiració d'un petit grup dels anomenats Joves Otomans (Yeni Osmanlilar) entre els quals estava el seu nebot, Saghir Ahmadzade Mehmed Bey, que va proposar als conspiradors substituir al gran visir Mehmet Emin Alí Paixà, nomenat (per cinquena vegada) l'11 de febrer de 1867 i odiat pels conspiradors, pel seu oncle. La conspiració fou descoberta i Nedim Pasha va deixar Trípoli i es va presentar a Istanbul (maig) per justificar-se davant el gran visir. Ali Pasha no el va voler rebre de moment però al final va recuperar la confiança del gran visir. Va rebre llavors tres càrrecs successius fins que el 13 de maig de 1868 fou nomenat ministre de Marina, que va exercir més de tres anys. El 7 de setembre de 1871 va morir Ali Pasha i el sultà va designar a Nedim Pasha com a gran visir el dia 8 de setembre.

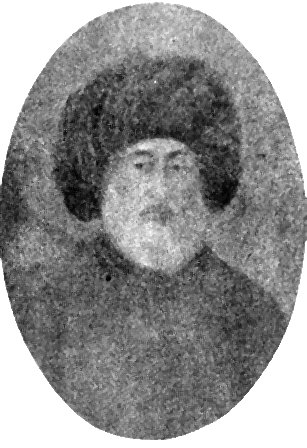
Gürdjü Mehmed Nejib Pasha

El seu primer govern es va caracteritzar pels grans i continus canvis en els principals càrrecs: en onze mesos hi va haver 5 seraskers, 4 ministres de Marina, 4 ministres de Justícia, 5 ministres de Finances, 6 comandants de l'arsenal i així molts altres. Els seus potencials rivals foren exiliats a províncies especialment Husayn Awni Pasha; va reduir els pagaments als alts funcionaris amb l'excusa d'evitar despeses i va limitar el sistema de wilayats creant-se nous enemics; és segur que es va deixar subornar pel khediv Ismaïl Paixà d'Egipte. Inicialment va ser ben rebut pels Nous Otomans, que ho consideraven una opció millor que Ali Pasha, el seu enemic jurat, però aviat es van quedar decebuts. Les crítiques de Namik Kemal a la revista "Ibret" van causar el tancament d'aquesta i el desterrament de Namik, enviat com a mutasarrif a Gal·lípoli. En la seva política anti Tanzimat va tenir el suport de l'ambaixador rus Ignatiev, i Nedim va començar a ser anomenat "Nedimoff". El mateix sultà li va perdre la confiança i ho va revelar a l'ambaixador britànic. El 31 de juliol de 1872 fou revocat i el mateix dia el va substituir Mithat Pasha (Midhat Pasha), el seu rival personal.
Una investigació va causar la seva condemna per malversació però va rebre la gràcia del sultà. El juny de 1873 fou enviat en virtual exili com a wali de Kastamonu, i al cap de menys de dos mesos se li va assignar residència a Trebisonda; no va passar allí gaire temps i el 15 d'octubre de 1873 era nomenat wali d'Adana. Va poder retornar a Istanbul el 31 de març de 1875; es creu que va recuperar el favor del sultà i el va convèncer que podia posar fi a la revolta que el juliol havia esclatat a l'Hercegovina i s'estenia cap a Bòsnia. El 21 d'agost de 1875 fou nomenat president de la Shura-yi dewlet i el 25 d'agost va substituir a Esad Pasha (Sakızlı Ahmed Esat Pasha) com a gran visir.
Aquest segon govern fou encara pitjor que el primer. Amb una greu crisi financera, sense diner per pagar els interessos de l'octubre dels bons otomans, el seu ministre de finances només va poder pagar la meitat (6 d'octubre de 1875) provocant l'hostilitat dels creditors turcs i estrangers. Al mateix la revolta d'Hercegovina i Bòsnia es va estendre i va aconseguir el suport de Montenegro. El maig de 1876 els van revoltar els búlgars però foren reprimits en un bany de sang. A causa d'un conflicte religiós, els cònsols de França i Alemanya a Salònica foren mort per la multitud i la ineficàcia de les mesures preses va forçar la intervenció diplomàtica dels estats europeus, excepte Rússia que li donava suport.
La població li era hostil i el 9 de maig de 1876 els estudiants de teologia d'Istanbul es van declarar en vaga i el 10 es van manifestar reclamant la destitució del gran visir. L'11 de maig el sultà va accedir i el va destituir. L'endemà Mütercim Mehmed Rüşdi Pasha (Muterdjim Mehmed Rushdi Pasha) era nomenat al seu lloc i va autoritzar a Nedim Pasha a marxar a Çeshme (per evitar un exili més llunyà); Nedim va fixar realment la seva residència a Sakiz Ada.
El 1879 el gran visir Tunuslu Hayreddin Pasha (Tunuslu Khayr al-Din Pasha) li va oferir el càrrec de wali de Mossul, però el va rebutjar. Va anar a viure a Medilli (Lesbos) fins al 19 d'octubre de 1879, en què el nou gran visir Küçük Mehmed Said Pasha el va nomenar ministre de l'Interior. Va presentar la dimissió el 26 de febrer de 1883 a causa d'una malaltia greu i va morir el 14 de maig de 1883. Fou enterrat a Djaghalolu (Istanbul).
Va escriure alguns poemes, dels quals només un fou publicat.